# Inuksuk

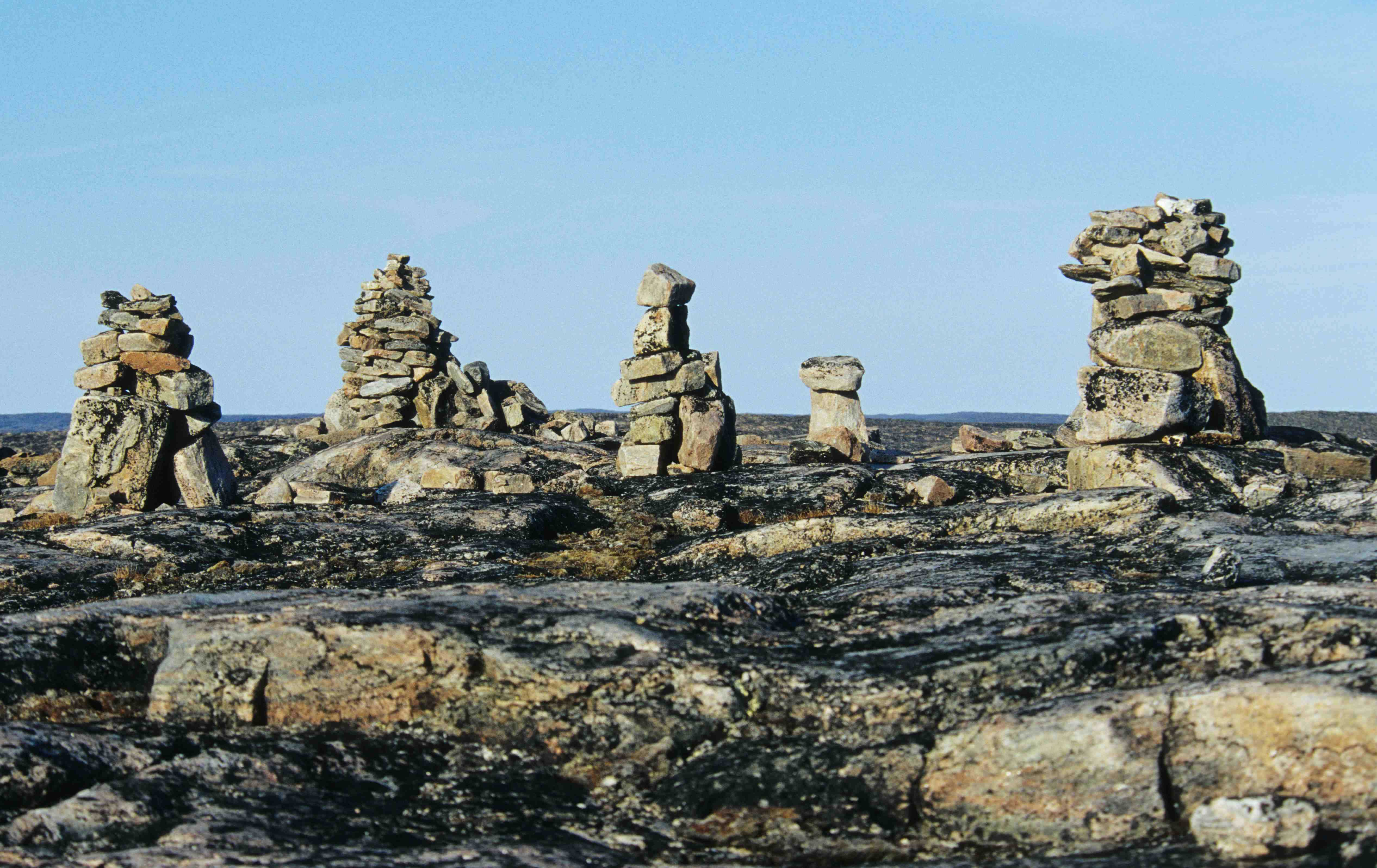
Inuksuit är vanliga på Foxe Peninsula, på Baffinön.

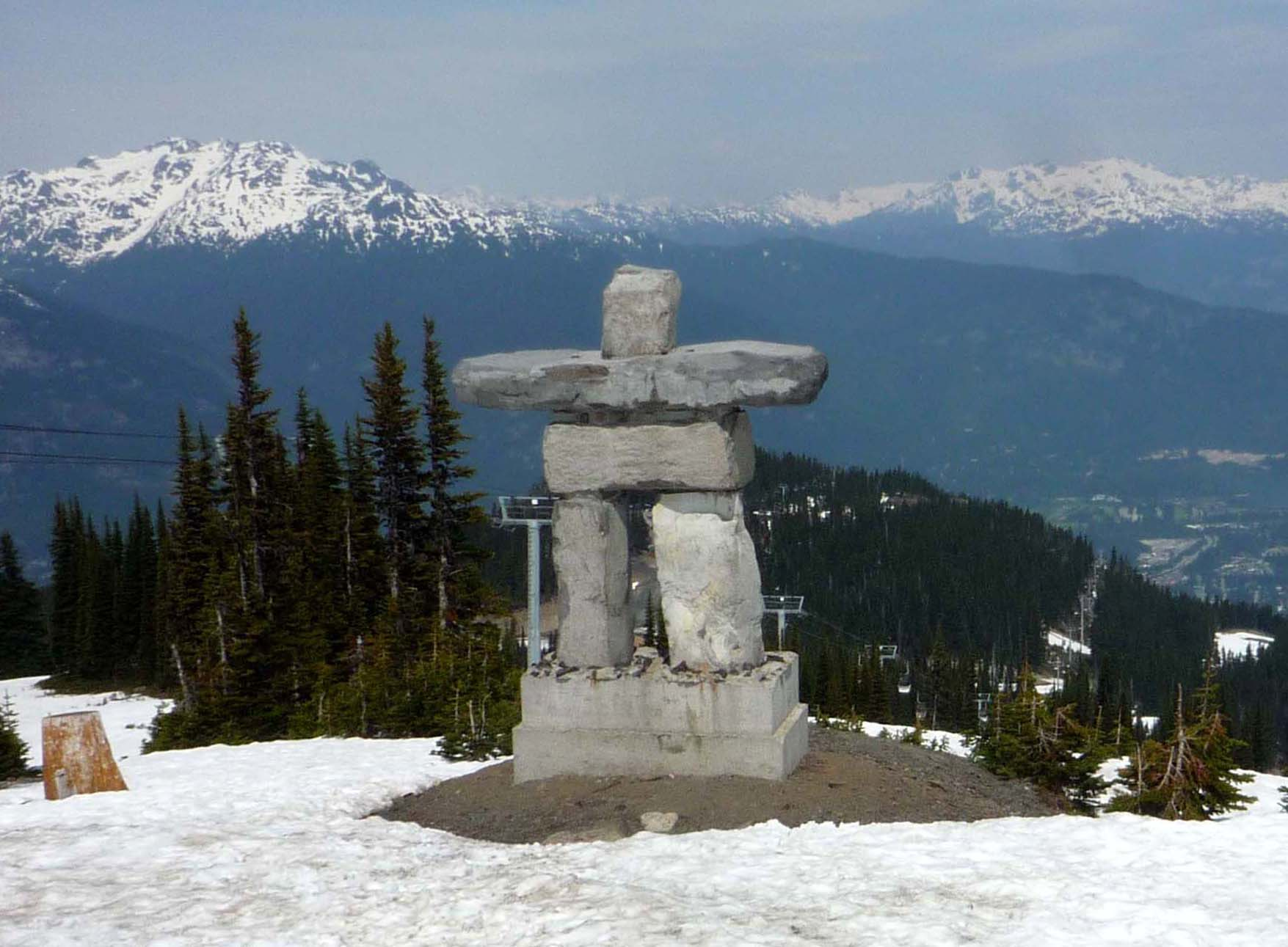
Staty över maskoten från OS i Vancouver 2010 (Whistler, British Columbia).

Nunavuts flagga.

Inuksuk (plural: inuksuit) eller inussuk (på grönländska) är ett stenröse som används som landmärke av inuiter och andra arktiska folk i Nordamerika, från Alaska till Grönland. I dessa områden finns stora vidder som saknar naturliga landmärken. 
Historiskt sett var de flesta inuksuit uppresta monoliter, men sinnebilden för en inuksuk är idag en stenkonstruktion som påminner om ett kors eller en människa. Det råder delade meningar om huruvida dessa former fanns redan innan europeiska upptäckare och missionärer kom. 
Inuksuit har kommit att bli en viktig kulturell symbol för inuiterna, vilket bland annat visas av att en inuksuk är avbildad på det kanadensiska territoriet Nunavuts flagga. Allt oftare används inuksuit även som symbol för Kanada. Exempelvis valdes en stiliserad inuksuk som logga och maskot för Olympiska spelen 2010 i Vancouver. I syfte att markera kanadensisk överhöghet över den omtvistade Hans Ø har kanadensisk militär där rest en inuksuk jämte den kanadensiska flaggan. 